# Paul Beaulieu
Joseph Eximer Paul André Beaulieu (* 1. April 1913 in Montreal; † 26. Juli 2007 in Montreal) war ein kanadischer Diplomat und Journalist.

## Leben
Beaulieu studierte in Montreal Jura. 1934 gründete er mit Hector de Saint-Denys Garneau, Robert Charbonneau, Robert Élie und anderen die Zeitschrift La relève. 1938 wurde er Rechtsanwalt und trat in die Kanzlei seines Vaters (Beaulieu, Gouin, Tellier, Bourdon & Beaulieu) ein. Kurz nachdem er in den diplomatischen Dienst getreten war, heiratete er 1942 die Malerin Simone Aubry.
Er war Attaché in Washington (1942–1945), Paris (1945–1949), Boston (1949–1952), Ottawa und London (1954–1958) und anschließend kanadischer Botschafter im Libanon und im Irak (1958–1964), in Brasilien (1964–1968), bei den Vereinten Nationen in New York (1968–1969), in Frankreich (1969–1971) und in Portugal (1971–1973). 1974 kehrte er nach Kanada zurück und arbeitete anschließend im Außenministerium in Ottawa.
Er schrieb dann für verschiedene Zeitschriften sowie die Écrits du Canada français, deren Herausgeber er von 1982 bis 1993 war. 1953 wurde er mit dem Prix Athanase-David ausgezeichnet, 1989 mit der Medaille der Académie des lettres du Québec. 1957 wurde er zum Mitglied der Royal Society of Canada gewählt.